# ماجد بن علي النعيمي
ماجد بن علي النعيمي (مواليد 1955) عسكري بحريني سابق ، وزير الشؤون العامة بالديوان الملكي منذ 4 مارس 2023 وكان قبلها رئيساً مركز الأرشيف الوطني خلال الفترة 21 نوفمبر 2022 حتى 4 مارس 2023 وكان قبل ذالك وزيراً للتربية والتعليم خلال الفترة 11 نوفمبر 2002 حتى 21 نوفمبر 2022 .

## نشأته ودراسته
حصل على درجة الدكتوراه في التاريخ الاقتصادي من جامعة ويلز في بريطانيا وهي من إحدى الجامعات البريطانية الشهيرة، كما حصل على درجة الماجستير في العلوم العسكرية من كلية القيادة والأركان بالمملكة العربية السعودية، درجة الماجستير في تاريخ الخليج من جامعة عين شمس بجمهورية مصر العربية، درجة البكالوريوس في التاريخ من جامعة الكويت.

## حياته المهنية
تدرج في العمل الحكومي، وتقلد خلاله العديد من المناصب والمسؤوليات،
- في 25 أبريل 2001 أصدر الملك حمد بن عيسى آل خليفة ملك البحرين مرسوماً بتعيينه رئيساً لجامعة البحرين.
- في 11 نوفمبر 2002 أصدر الملك حمد بن عيسى آل خليفة ملك البحرين مرسومًا ملكياً بتعينه وزيراً للتربية والتعليم وأستمر في المنصب حتى 21 نوفمبر 2022 .[3]
- في 21 نوفمبر 2022 أصدر الملك حمد بن عيسى آل خليفة ملك البحرين مرسومًا بتعينه رئيساً لمركز الأرشيف الوطني بدرجة وزير
- في 4 مارس 2023 أصدر الملك حمد بن عيسى آل خليفة ملك البحرين أمر ملكي بتعينه وزيراً للشؤون العامة بالديوان الملكي